# Paolo Sturzenegger
Paolo ("Paul") Sturzenegger (Rosario, 7 augustus 1902 – Lugano, 1970) was een Zwitsers voetballer, die speelde als aanvaller. Hij werd geboren in Argentinië.

## Clubcarrière
Sturzenegger speelde gedurende zijn carrière voor FC Zurich en FC Lugano. Met Zurich won hij eenmaal de Zwitserse landstitel.

## Interlandcarrière
Sturzenegger kwam vijftien keer (tien goals) uit in het Zwitsers nationaal elftal in de periode 1922–1930. Onder leiding van de Engelse bondscoach Teddy Duckworth nam hij met zijn vaderland deel aan de Olympische Spelen 1924 in Parijs, waar de Zwitsers de zilveren medaille wonnen. In de finale verloor de ploeg met 3–0 van Uruguay, dat de revelatie van het toernooi werd. Sturzenegger scoorde tijdens dat toernooi vier keer in het duel tegen Litouwen (0-9).

## Erelijst
FC Zürich
- Zwitsers landskampioen

1924
 FC Lugano
- Beker van Zwitserland

1931
| Logo van de Olympische Spelen | Goud | Zilver | Brons | Logo van de Olympische Spelen |
|                               | 0    | 1      | 0     |                               |